# 湯川耦合
在粒子物理學中，湯川耦合（命名自日本物理學家湯川秀樹）是描述一純量場（或贋純量場） {\displaystyle \phi } 和一狄拉克場 {\displaystyle \psi } 在湯川勢下產生的交互作用。其具有以下形式 :
{\displaystyle V\approx g\,{\bar {\psi }}\,\phi \,\psi \quad }（對於純量場）{\displaystyle \qquad } 或是 {\displaystyle \qquad V\approx g\,{\bar {\psi }}\,i\,\gamma ^{5}\,\phi \,\psi \quad }（對於贋純量場)
湯川耦合最初發展作為強子間的強作用力模型，其可用於描述核子間藉由交換π介子（一種贋純量介子）所產生的核力。此外，湯川耦合亦在標準模型中用來表達希格斯粒子和無質量的基礎費米子（如夸克和輕子）間的交互作用。這些費米子會透過自發對稱破缺得到質量，其會正比於希格斯粒子的真空期望值。這樣的交互作用首先在1967年由史蒂文·溫伯格提出。

## 古典位能
考慮兩費米子藉由交換一帶有質量 {\displaystyle \mu } 的湯川粒子而產生交互作用，其之間的位能（也就是湯川勢）可被寫成
{\displaystyle V(r)=-{\frac {g^{2}}{\,4\pi r\,}}\,e^{-\mu r}}
除了正負號及指數部份，此位能形式和電位能相同。負號的部分代表帶有相同正負號的荷的粒子在此交互作用下會互相吸引；另一方面，在電磁作用力下電荷同號的粒子則會互相排斥。此差異源於湯川粒子不具有自旋（自旋為0)，而在量子場論中，交換偶數自旋的玻色子（如自旋為0的π介子、自旋為2的重力子）所產生的交互作用在荷同正負號的情況下會形成互相吸引的位能，交換帶有奇數自旋的玻色子（如自旋為1的光子、膠子及ρ介子）則相反。指數的部分則指出此作用力僅在有限範圍內有效，長距離下因位能隨距離增加呈指數衰減將很難發生交互作用。

## 作用量
考慮描述一純量介子場 {\displaystyle \phi } 和一狄拉克重子場 {\displaystyle \psi } 之間交互作用的作用量，其可拆解為
{\displaystyle S[\phi ,\psi ]=\int {\bigl [}\,{\mathcal {L}}_{\mathrm {meson} }(\phi )+{\mathcal {L}}_{\mathrm {baryon} }(\psi )+{\mathcal {L}}_{\mathrm {int} }(\phi ,\psi )\,{\bigr ]}\;\operatorname {d} ^{n}x}
其中積分範圍為一 {\displaystyle n} 維空間，若考慮四維時空則有 {\displaystyle \operatorname {d} ^{4}x\equiv \operatorname {d} x_{1}\,\operatorname {d} x_{2}\,\operatorname {d} x_{3}\,\operatorname {d} x_{4}}。
介子的拉格朗日量可寫成
{\displaystyle {\mathcal {L}}_{\mathrm {meson} }(\phi )={\frac {1}{2}}\partial ^{\mu }\phi \;\partial _{\mu }\phi -V(\phi )~.}
其中 {\displaystyle V(\phi )} 為自身交互作用的位能項。對於一帶有質量 {\displaystyle \mu } 的自由介子場，其為 {\displaystyle V(\phi )={\frac {1}{2}}\,\mu ^{2}\,\phi ^{2}}；對於一可重整化並帶有耦合常數 {\displaystyle \lambda } 的自交互作用場，其為 {\displaystyle V(\phi )={\frac {1}{2}}\,\mu ^{2}\,\phi ^{2}+\lambda \,\phi ^{4}}。
自由重子的拉格朗日量可寫成
{\displaystyle {\mathcal {L}}_{\mathrm {baryon} }(\psi )={\bar {\psi }}\,\left(i\,\partial \!\!\!/-m\right)\,\psi }
其中 {\displaystyle m} 為一正實數，對應到重子的質量。
交互作用的拉格朗日量為
{\displaystyle {\mathcal {L}}_{\mathrm {int} }(\phi ,\psi )=-V=-g\,{\bar {\psi }}\,\phi \,\psi }
其中 {\displaystyle g} 為湯川耦合的耦合常數。
綜合以上各項可得
{\displaystyle S[\phi ,\psi ]=\int {\bigl [}{\frac {1}{2}}\,\partial ^{\mu }\phi \;\partial _{\mu }\phi -V(\phi )+{\bar {\psi }}\,\left(i\,\partial \!\!\!/-m\right)\,\psi -g\,{\bar {\psi }}\,\phi \,\psi \,{\bigr ]}\operatorname {d} ^{n}x}

## 標準模型中的湯川耦合
在標準模型中，希格斯場和費米子以湯川耦合的形式連繫在一起，藉由自發對稱性破缺提供費米子的質量。
考慮位能 {\displaystyle V(\phi )} 在某非零的值 {\displaystyle \phi =\phi _{0}} 具有極小值的情況，由於 {\displaystyle \phi _{0}} 的真空期望值不為零，對應的拉格朗日量會產生自發對稱性破缺。位能 {\displaystyle V(\phi )=\mu ^{2}\,\phi ^{2}+\lambda \,\phi ^{4}} 在 {\displaystyle \mu } 為虛數時即是一個例子。
儘管手徵對稱性在標準模型中禁止了費米子藉由形如 {\displaystyle m{\bar {\psi }}\psi } 的項產生質量，{\displaystyle \phi } 場不為零的期望值透過另一種方式為費米子提供質量。藉由將作用量以 {\displaystyle \phi '=\phi -\phi _{0}} 改寫(其中 {\displaystyle \phi _{0}\neq 0} 為 {\displaystyle \phi } 場的真空期望值)，湯川耦合的形式變為
{\displaystyle V=g\,\phi \,{\bar {\psi }}\,\psi =g\,\phi '\,{\bar {\psi }}\,\psi +g\,\phi _{0}\,{\bar {\psi }}\,\psi }
因為 {\displaystyle g} 和 {\displaystyle \phi _{0}} 皆為常數，上式中的第二項可被視為提供了質量 {\displaystyle g\,\phi _{0}} 。上述機制即為自發對稱性破缺提供費米子質量的粗略描述，其中的 {\displaystyle \phi '} 被稱為希格斯場。
常數 {\displaystyle g} 在標準模型中是一初始的輸入，也就是說，其無法被標準模型推導出來。湯川耦合在其中存在的根本原因仍尚未知曉，有待更完整深入的理論作解釋。

## 馬約拉納費米子
湯川耦合亦可存在於一純量場和一馬約拉納場之間。事實上，在考慮包含一純量場和一狄拉克場的湯川耦合時，其亦可視為一純量場和兩個帶有相同質量的馬約拉納場之間的交互作用。其作用量有以下形式
{\displaystyle S[\phi ,\chi ]=\int \left[\,{\frac {1}{2}}\,\partial ^{\mu }\phi \;\partial _{\mu }\phi -V(\phi )+\chi ^{\dagger }\,i\,{\bar {\sigma }}\,\cdot \,\partial \chi +{\frac {i}{2}}\,(m+g\,\phi )\,\chi ^{T}\,\sigma ^{2}\,\chi -{\frac {i}{2}}\,(m+g\,\phi )^{*}\,\chi ^{\dagger }\,\sigma ^{2}\,\chi ^{*}\,\right]\;\operatorname {d} ^{n}x}
其中 {\displaystyle g} 為一複數耦合常數、{\displaystyle m} 為一複數、{\displaystyle n} 為考慮的時空維度。

## 資料來源
1. ↑  Weinberg, Steven. . Physical Review Letters. 1967-11-20, 19 (21): 1264–1266. Bibcode:1967PhRvL..19.1264W. doi:10.1103/PhysRevLett.19.1264.
2. ↑  A. Zee. .  2nd. World Scientific. 2010. ISBN 978-0691140346.

- Itzykson, Claude; Zuber, Jean-Bernard. . New York: McGraw-Hill. 1980. ISBN 0-07-032071-3.
- Bjorken, James D.; Drell, Sidney D. . New York: McGraw-Hill. 1964. ISBN 0-07-232002-8.
- Peskin, Michael E.; Schroeder, Daniel V. . Addison-Wesley. 1995. ISBN 0-201-50397-2.